# Ricardo Villacorta
 Ricardo Villacorta Alonso  nacido el 24 de abril de 1985 es un tenista profesional español. Su ranking más alto a nivel individual fue el puesto Nº 517, alcanzado el 11 de noviembre de 2013. A nivel de dobles alcanzó el puesto Nº 467 el 16 de septiembre de 2013.

## Carrera
Ha ganado hasta el momento 1 torneos futures en individuales y 1 en dobles.

### 2013
En este año gana su primer título en individuales al triunfar en el España F18 derrotando en la final a Iván Arenas por 6-1, 6-4.
Más tarde, junto a Roberto Ortega Olmedo como compañero gana el future de Portugal F5.

## Títulos ATP; 0

### Individuales(0)
| Legenda                   |
| Grande Slam (0)           |
| ATP World Tour Finals (0) |
| ATP Masters 1000 (0)      |
| ATP World Tour 500 (0)    |
| ATP World Tour 250 (0)    |
| ATP Challenger Series (0) |
| Futures (1)               |

### Dobles (0)
| Legenda                   |
| Grande Slam (0)           |
| ATP World Tour Finals (0) |
| ATP Masters 1000 (0)      |
| ATP World Tour 500 (0)    |
| ATP World Tour 250 (0)    |
| ATP Challenger Series (0) |
| Futures (1)               |